# هفته باکسینگ
هفته باکسینگ (به انگلیسی: Boxing Week) یک دورهٔ شش روزه یا بیشتر است که در ۲۶ دسامبر و از روز باکسینگ آغاز می‌شود و در شب سال نو در ۳۱ دسامبر پایان می‌یابد. 
این اصطلاح در اواسط دههٔ ۲۰۰۰ توسط صنعت خرده‌فروشی به‌عنوان اقدامی جهت افزایش فروش و گسترش خریدها از روز باکسینگ به کل طول تعطیلات کریسمس ابداع شد. 